# Башловский, Николай Николаевич
Николай Николаевич Башловский (1854 — после 1922) — начальник отделения Главного штаба, действительный статский советник.

## Биография
Родился 26 июля (7 августа) 1854 года. В 1874 году окончил Императорское коммерческое училище. В ноябре 1876 года поступил на службу. Был помощником делопроизводители эмеритального отделения канцелярии Военного министерства, начальником счётного отделения канцелярии полевого штаба 2-й Манчжурской армии, начальником отделения Главного штаба. В июле 1905 года был произведён в действительные статские советники.
Перед Первой мировой войной находился в Риге (жил на Гертрудинской улице, 34); был членом Усть-Двинской строительной комиссии от Военного министерства. В числе его наград, ордена: Св. Станислава 2-й ст. (1892), Св. Анны 2-й ст. (1898), Св. Владимира 4-й ст. (1907) и 3-й ст. (1909).
С 1919 года служил в Вооруженных силах Юга России. Был эвакуирован в Турцию. Известно, что 1 января 1922 года был членом Союза морских офицеров в Константинополе (отделение на о. Халки).